# Oriolo
Oriolo é uma comuna italiana da região da Calábria, província de Cosenza, com cerca de 2.885 habitantes. Estende-se por uma área de 83 km², tendo uma densidade populacional de 35 hab/km². Faz fronteira com Albidona, Alessandria del Carretto, Amendolara, Canna, Castroregio, Cersosimo (PZ), Montegiordano, Nocara, Roseto Capo Spulico, San Giorgio Lucano (MT).

## Demografia
| Variação demográfica do município entre 1861 e 2011                               |
|                                                                                   |
| Fonte: Istituto Nazionale di Statistica (ISTAT) - Elaboração gráfica da Wikipedia |